# 얌 까이 양

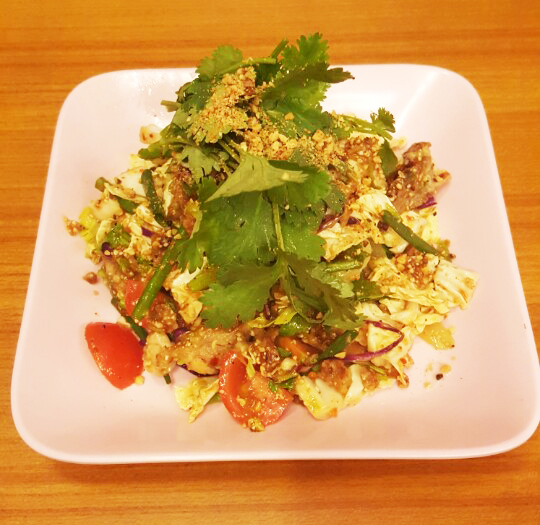
얌 까이 양

얌 까이 양(태국어: ยำไก่ย่าง)은 태국식 치킨 샐러드로 맵고 신 태국식 샐러드를 뜻하는 ‘얌’과 마늘, 후추, 소금으로 밑간을 한 닭을 통째로 숯불에 구운 요리를 뜻하는 ‘까이 양’의 합성어이다.

## 제조법

### 재료
- 드레싱 : 잘게 썬 볶은 고추 1/2 스푼, 야자당 1 스푼, 라임 1~2 개(즙 내서), 타마린드 즙 1 스푼.

- 샐러드 :  한 입 크기로 자른 순살 닭고기 300g, 얇게 썬 샬롯(작은 양파의 일종) 2 개, 잘게 썬 고추 1 개, 얇게 저민 마늘 5 쪽, 얇게 썬 빨간 칠레 고추 1 개, 고수, 잘게 썬 카피르라임 잎 5 장, 채 썬 그린 망고 1 개, 으깬 구운 땅콩 40g, 생선 소스 1 스푼.

### 레시피
- 먼저 드레싱을 만든다. 모든 드레싱 재료를 냄비에 넣고 끓인다. 적당히 끓으면 불을 끄고 실온에서 식혀준다.
- 큰 그릇에 드레싱과 함께 닭고기를 넣는다. 그리고 남은 재료들을 추가해 넣는다. 양념을 확인해보고 필요하다면 조절해준다.
- 접시에 담아 차려내고 먹는다.[2]

dia

## 특징
라임 향 드레싱과 신선한 채소가 들어 가고 고수가 들어가 있어 고수 향이 아주 강하게 배어 있다.

## 같이 보기
- 타이 요리